# Zrinyi (Schiff, 1871)
SMS Zrinyi war eine Glattdecks- bzw. Kreuzerkorvette der österreichischen Marine. Benannt nach Nicolaus Zrinyi (1508–1566), dem Banus von Kroatien.

## Geschichte
Am 26. August 1871 wurde die Korvette von der Marine übernommen. Die Ausrüstung dauerte bis März 1872. Erste Fahrten führten in das östliche Mittelmeer.
Ende April 1873 wurde Zrinyi zur Unterstützung der archäologischen Expedition von Professor Alexander Conze auf der seinerzeit noch osmanischen Insel Samothraki eingesetzt, wobei die Besatzung ein Zeltlager errichtete. Auch wurde mit der Korvette der Kontakt zu Außenwelt gehalten. Am 6. Juli 1873 wurde die Expedition in Triest ausgeschifft. 1878 wurde die Korvette vom Barkschoner zu einer Bark umgetakelt.
Von Anfang September bis Anfang November 1881 war die Zrinyi aufgrund von Unruhen in Alexandrien eingesetzt.

### Westindienreise 1885/1886
Am 31. August 1885 lief die Zrinyi aus Pola zu einer Westindienreise aus. Ziel war die Ausbildung der Mannschaft, die Pflege von wirtschaftlichen und konsularischen Kontakten sowie der Erwerb von Objekten für Sammlungen von Museen. Am 13. November traf sie in Port of Spain ein und reiste von dort über Bridgetown und Kingston zu den Kleinen und Großen Antillen. Von Havanna aus kehrte sie nach Europa zurück. Am 16. April traf sie wieder in Pola ein. Auf der Reise hatte die Korvette 4454 Seemeilen unter Dampf und 8896 Seemeilen unter Segel zurückgelegt.

### Ostasienreise 1890/1891
Am 3. Mai 1890 lief die Zrinyi unter Kommandant Wladimir Khittel von Pola nach Ostasien aus. Ziel der Reise war unter anderem die Sammlung ethnographischer, anthropologischer und naturwissenschaftlicher Objekte, die Erprobung von Navigationsmitteln sowie die Ölung der See. Im August reiste sie auf dem Jangtsekiang bis nach Hankau, heute ein Teil Wuhans. Am 6. März 1891 traf sie wieder in Pola ein. Auf der Reise wurden 21.727 Seemeilen zurückgelegt, davon 13.295 unter Segel.

### Südamerikareise 1893/1894

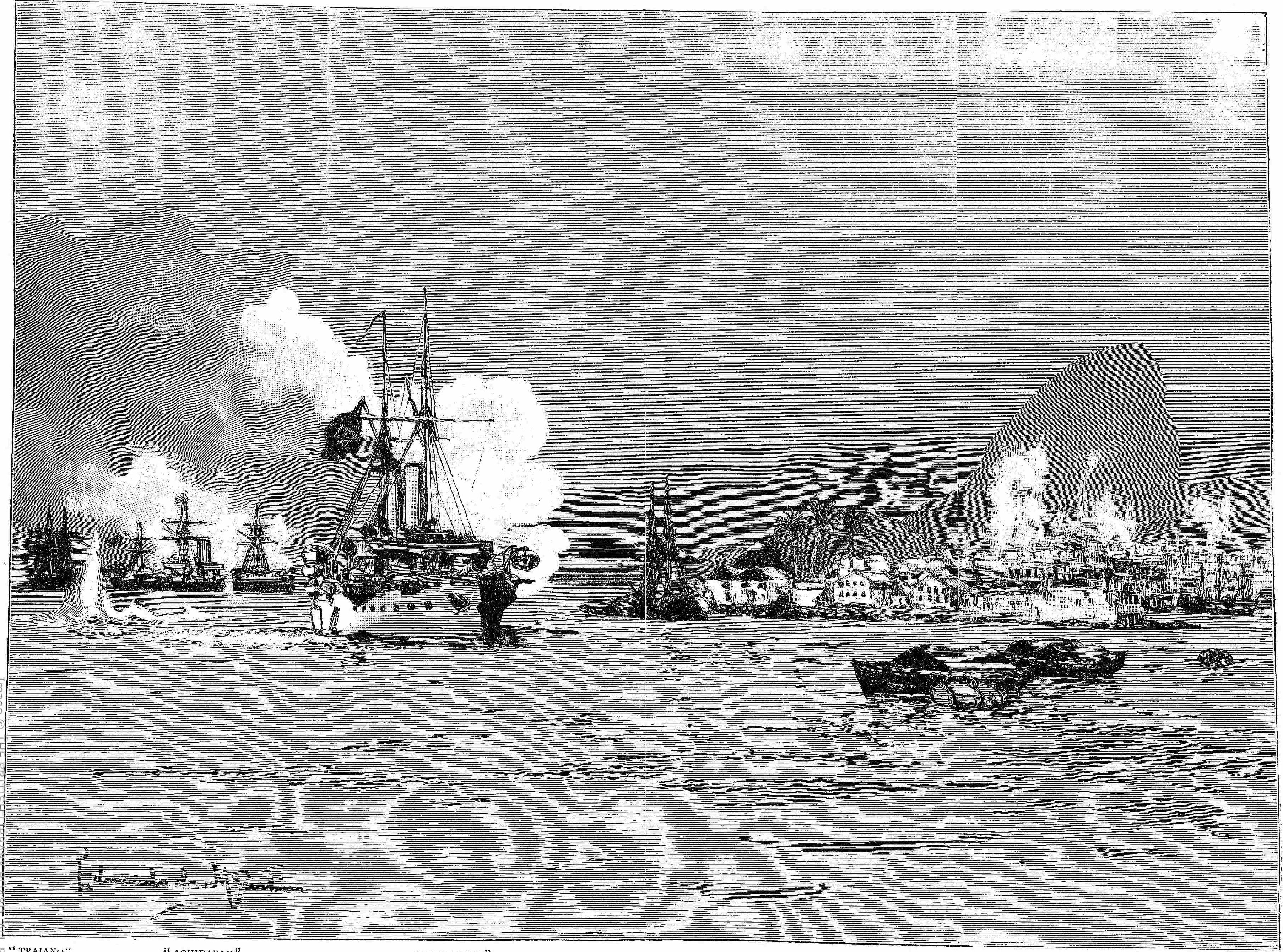
The Revolt in Brazil — A general view of the bay and town of Rio during the first bombardment of the city by the rebel forces under Admiral Mello

Am 2. September 1893 verließ die Zrinyi unter Fregattenkapitän Johann Holeczek Pola. Erstes Reiseziel war Rio de Janeiro, wo im dortigen Marineaufstand, der Revolta da Armada, österreichisch-ungarische Schiffe gesichert werden sollten. Insgesamt hielt sich die Korvette rund drei Monate in Rio auf. Am 11. Februar 1894 erkrankte Holeczek und wurde am 14. Februar neben dem Schiffsarzt auch von Stabsarzt Dr. Hohberg der deutschen Korvette Alexandrine untersucht. Dabei stellte sich heraus, dass die Ursache der Erkrankung keine Hitzeerschöpfung, sondern Gelbfieber war. Bereits am nächsten Tag verstarben der Kommandant und drei weitere Besatzungsmitglieder an der Krankheit. In Ilha Grande wurde das Schiff desinfiziert; den März über hielt sich die Korvette zur Erholung der Besatzung in Montevideo auf.
Unter dem neuen Kommandanten, Fregattenkapitän Ferdinand Gebhardt, reiste sie über Kapstadt, Walvis Bay und Loanda nach Banana Creek. Dort erkrankten 27 Besatzungsmitglieder an Malaria. Über Dakar und Ponta Delgada kehrte die Zrinyi am 15. Dezember 1894 nach Pola zurück.

### Südamerika- und Westafrikareise 1897/1898
Am 1. Mai 1897 lief die Korvette unter Linienschiffskapitän Constantin von Görtz von Pola nach Südamerika und Westindien aus. Nach Besuchen in Buenos Aires und Bahia Blanca überquerte sie den Südatlantik und reiste über Kapstadt, Loanda, Banana Creek, Libreville, Fernando Poo, Lagos, Elmina, Cape Coast Castle, Monrovia, Freetown, Ponta Delgada, Cádiz und Tanger nach Pola, wo sie am 27. März 1898 eintraf. Die Zrinyi hatte 216 Tage in See verbracht und 21.511 Seemeilen zurückgelegt, davon 16.779 unter Segel.

### Umbau zum Depotschiff, Umbenennung
1903 wurde die Korvette zum Seeminendepotschiff umgebaut. Am 31. März 1908 wurde sie in Delta umbenannt, da ihr ehemaliger Name nun für das neue Schlachtschiff gleichen Namens genutzt wurde. Die Delta wurde 1920 in Pola abgewrackt.